# ژان ژوردن
ژان ژوردن (فرانسوی: Jean Jourden‎؛ ۱۱ ژوئیهٔ ۱۹۴۲ – ۲۳ نوامبر ۲۰۲۴) دوچرخه‌سوار اهل فرانسه بود.
وی در مسابقات کشوری و بین‌المللی در مجموع برندهٔ ۱ مدال طلا شد.